# Teresa Rizos

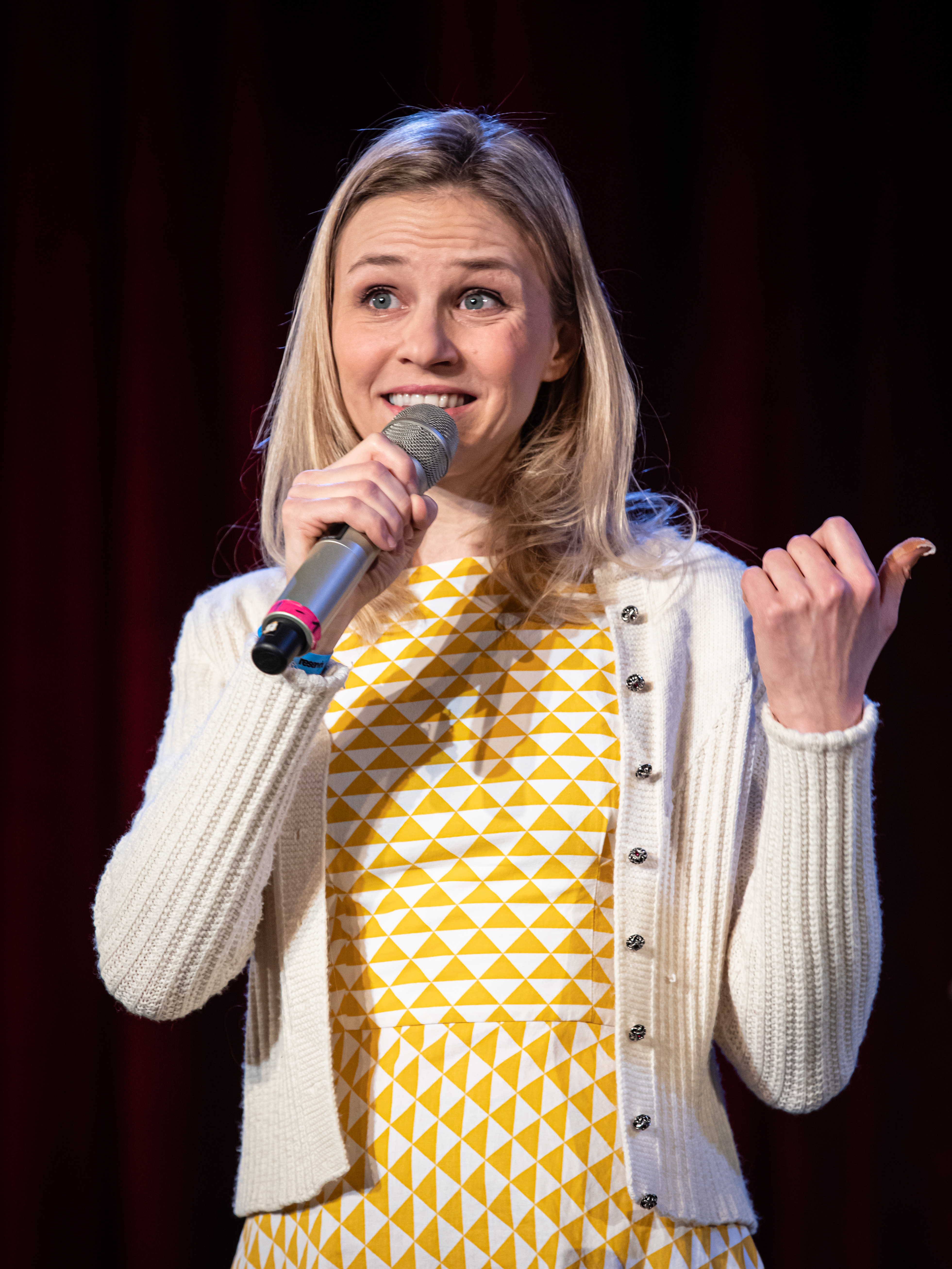
Teresa Rizos auf der Kulturbörse Freiburg 2019

Teresa Rizos (* 12. Juli 1986 in München) ist eine deutsche Schauspielerin.

## Leben
Teresa Rizos nahm während ihrer Schulzeit privaten Schauspielunterricht. Außerdem lernte sie Violoncello, Klavier und erhielt eine klassische Gesangsausbildung und Sprechunterricht. Sie sang seit ihrem siebten Lebensjahr im Kinderchor der Bayerischen Staatsoper und gehörte später dem Extrachor der Oper an. 2005 absolvierte sie in München ihr Abitur.
Als Schülerin wirkte sie  in verschiedenen Theaterproduktionen mit, u. a. 2003 im „TheaterSpielhaus München“ als Freya von Moor in dem Theaterprojekt Die Räuberinnen. 2006 spielte sie unter der Regie von Paul Herwig mit dem Jugend-Ensemble der Münchner Kammerspiele in der Theaterproduktion Unscheinbare Realität. 2009 trat Rizos gemeinsam mit Werner Rom und Andreas Borcherding in Neuburg an der Donau in der Rolle der hübschen Praktikantin Tanja Rehfeldt in der Uraufführung von MACHTlos, einer bayerischen Politsatire mit Gesang, von Winfried Frey auf.
Von Oktober 2007 bis Juni 2012 spielte Rizos die durchgehende Serienhauptrolle der Carolin „Caro“ Ertl in der vom Bayerischen Rundfunk produzierten Fernsehserie Dahoam is Dahoam, wodurch sie große Bekanntheit beim Fernsehpublikum erlangte. 
2012 war sie in der Sat.1-TV-Serie Der Cop und der Snob als Polizeianwärterin Kiki Lemminger zu sehen. Ab 2014 hatte sie regelmäßige, teilweise auch wiederkehrende Auftritte in zahlreichen Fernsehserien, u. a. in Die Rosenheim-Cops und Die Garmisch-Cops, später auch in Hubert und Staller.
In der BR-Fernsehreihe Der Komödienstadel war sie in dem Lustspiel Alpenglühn und Männertreu (Erstausstrahlung: März 2014) als mitfühlende Tochter eines in Selbstmitleid verharrenden Skilehrers und Bergsteigers zu sehen. Einen weiteren Auftritt in der Reihe Der Komödienstadel hatte sie in dem Lustspiel Der Cowboy von Haxlfing (Erstausstrahlung: März 2017) als Nachbarstochter Jessy, die sich in den vermeintlichen Cowboy verliebt.
In der ZDF-Fernsehserie SOKO München (2017) war sie in einer Episodenrolle als Justizangestellte und Geliebte eines ermordeten Ermittlungsrichters zu sehen. In der 9. Staffel der ZDF-Fernsehserie SOKO Stuttgart (2017) übernahm sie eine weitere Episodenrolle als alleinerziehende Freundin eines ermordeten Kundenbetreuers eines Dating-Portals. In dem Fernsehfilm Ein Sommer im Allgäu (Erstausstrahlung: November 2017) aus der ZDF-„Herzkino“-Reihe „Ein Sommer in …“ verkörperte sie die Schwester der weiblichen Hauptfigur, einer querschnittgelähmten ehemaligen Extremkletterin (Jennifer Ulrich). In der bayerischen Comedy-Serie Servus Baby, in deren Mittelpunkt vier Freundinnen stehen, spielt sie seit 2018 unter der Regie von Natalie Spinell die „bodenständige“ Eve. 2024 folgten Episodenrollen in den ZDF-Fernsehreihen Lena Lorenz (als Mutter eines vertauschten Babys) und Dr. Nice (als Ehefrau von Dr. Nice's Intimfeind Dr. Florian Schmidtke), in denen sie neben Max Rothbart und Maximilian Grill zu sehen war. In der 48. Staffel der ZDF-Krimiserie Der Alte (2024) übernahm sie eine Episodenrolle als Redaktionsleiterin Sina Kramer, die einem befreundeten Journalisten bei der Aufklärung eines Umweltskandals hilft.
Sie wirkte auch in mehreren Kurzfilmen mit, u. a. in der 2009 bei den Internationalen Hofer Filmtagen erstaufgeführten HFF-Produktion Zwei Zimmer, Balkon.
Rizos tritt seit 2009 auch verstärkt als Sängerin hervor. 2009 nahm sie in bairischer Mundart den Song Sommer – Dolieng und dramma auf, mit dem sie auch im Rahmen der Sendung Wir in Bayern bei der Wahl des Sommerhits des Bayerischen Rundfunks teilnahm. Im November 2009 sang sie in der BR-Sendung Auf geht’s in den Advent live das österreichische Weihnachtslied Es wird scho glei dumpa.
Seit 2018 tritt Rizos auch als Kabarettistin mit ihrem ersten Soloprogramm Selten schön auf. 
Teresa Rizos lebt in München.

## Filmografie
- 2007–2019: Dahoam is Dahoam (Fernsehserie, 735 Folgen)
- 2007: Das wilde Leben
- 2009: Zwei Zimmer, Balkon (Kurzfilm)
- 2010: Herzklopfen in Lansing (Dahoam-is-Dahoam-Serienspecial)
- 2011: Unter Verdacht – Laufen und Schießen (Fernsehreihe)
- 2012: Der Cop und der Snob (Fernsehserie, 9 Folgen)
- 2013: Mein Lover, sein Vater und ich! (Fernsehfilm)
- 2013: Im Schleudergang – Nazdrave, Erich! (Fernsehserie)
- 2014: Der Komödienstadel: Alpenglühn und Männertreu (Fernsehreihe)
- 2014: Die Rosenheim-Cops – Alte Sünden rosten nicht (Fernsehserie)
- 2014: Die Garmisch-Cops – Ausgekocht / Ausflug in den Tod (Fernsehserie, 2 Folgen)
- 2014: Im Labyrinth des Schweigens
- 2014: Eine Rolle mit Stil (Kurzfilm)
- 2014: Bocksprünge
- 2014: Utta Danella – Von Kerlen und Kühen (Fernsehreihe)
- 2015: Brot und Oliven (Kurzfilm)
- 2015: In aller Freundschaft – Die jungen Ärzte – Um jeden Preis (Fernsehserie)
- 2015: SOKO München – Die Kinder der Agathe S. (Fernsehserie)
- 2016: Rosamunde Pilcher – Lizenz zum Seitensprung (Fernsehreihe)
- 2016: Hammer & Sichl – Zu gut um wahr zu sein (Fernsehserie)
- 2016: Die Rosenheim-Cops – Vom Glück erschlagen / Schönheit hat ihren Preis (Fernsehserie, 2 Folgen)
- 2017: Jella jagt das Glück (Fernsehfilm)
- 2017: Der Komödienstadel: Der Cowboy von Haxlfing (Fernsehreihe)
- 2017: SOKO München – Der Ermittlungsrichter (Fernsehserie)
- 2017: Hubert und Staller – Der letzte Tango (Fernsehserie)
- 2017: SOKO Stuttgart – Das Chamäleon (Fernsehserie)
- 2017: Ein Sommer im Allgäu (Fernsehreihe)
- 2018–2021: Sankt Maik (Fernsehserie, 13 Folgen)
- seit 2018: Servus Baby (Fernsehserie, 12 Folgen)
- 2019: SOKO Stuttgart – Das Geld anderer Leute (Fernsehserie)
- 2020: Der Bergdoktor – Zwei Wahrheiten (Fernsehserie)
- 2021: Spätzle arrabbiata oder eine Hand wäscht die andere (Fernsehserie, 6 Folgen)
- 2022: JGA: Jasmin. Gina. Anna.
- 2022: Bettys Diagnose – Böse Jungs (Fernsehserie)
- 2022: Wer gräbt den Bestatter ein? (Kinofilm)
- 2023: Wer füttert den Hasen? (Fernsehfilm)
- 2023: Neue Geschichten vom Pumuckl (Fernsehserie, 1 Folge)
- 2023: Hubert ohne Staller (Fernsehserie, Folge Der Geschmack von Chrom und Leder)
- 2024: Lena Lorenz: Vertauscht (Fernsehreihe)
- 2024: Dr. Nice: Federn lassen, Herzflattern (Fernsehreihe)
- 2024: Der Alte – Der Weg in die Freiheit (Fernsehserie)
- 2024: Die Bergretter – Gipfelrausch (Fernsehreihe)
- 2025: München Mord: Nix für Angsthasen (Fernsehreihe)
- 2025: Rosenthal
- 2025: Dr. Nice: Weiche Knie (Fernsehreihe)
- 2025: Dr. Nice: Flammende Herzen (Fernsehreihe)
- 2025: Zweigstelle

## Theater (Auswahl)
- 2015: Bad Hersfelder Festspiele – Komödie der Irrungen (als Samira, Adrianas Schwester; Inszenierung: Dieter Wedel)